# تپه گورستان احمدآباد
تپه قبرستان احمدآباد مربوط به اواسط دوران‌های تاریخی پس از اسلام است و در شهرستان بیجار، بخش یاسوکند، دهستان کرانی، روستای احمدآّباد واقع شده و این اثر در تاریخ ۱۴ اسفند ۱۳۸۵ با شمارهٔ ثبت ۱۷۷۸۸ به‌عنوان یکی از آثار ملی ایران به ثبت رسیده است.